# Angelo Acerbi

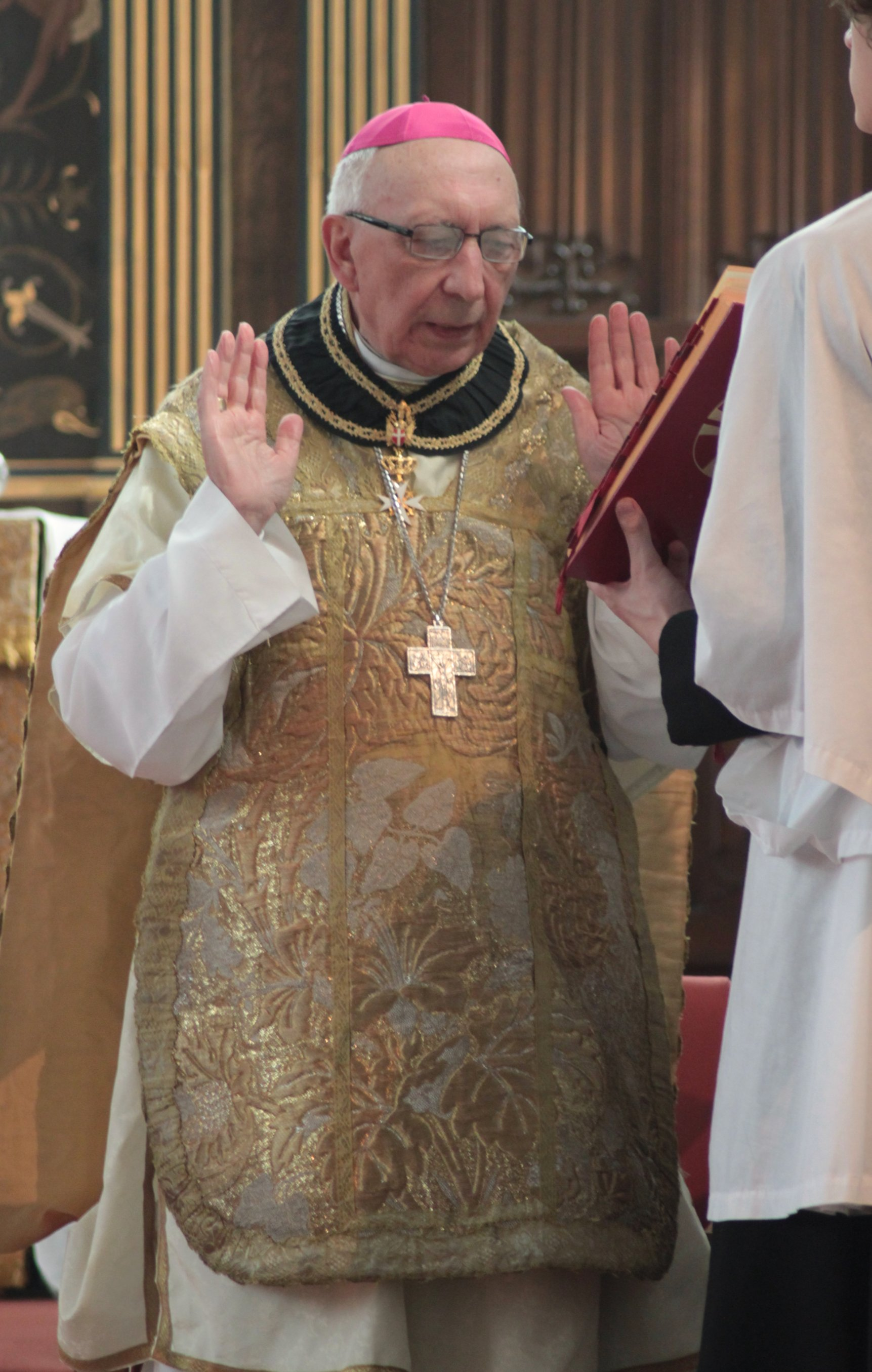
Erzbischof Angelo Acerbi (2010)

Erzbischofswappen als Kardinal

Angelo Kardinal Acerbi (* 23. September 1925 in Sesta Godana, Provinz La Spezia, Italien) ist ein römisch-katholischer Erzbischof,  emeritierter Diplomat des Heiligen Stuhls und seit 2024 auch Kardinal.

## Leben
Acerbi wurde am 27. März 1948 zum Priester für das Bistum La Spezia-Sarzana-Brugnato geweiht. Nach der Promotion im Kanonischen Recht erlangte er 1954 das Lizenziat der Theologie. Er wurde an der Päpstlichen Diplomatenakademie („Pontificia Accademia Ecclesiastica“) ausgebildet und in den diplomatischen Dienst des Heiligen Stuhl berufen.
Nach Tätigkeiten in den Nuntiaturen in Kolumbien, Brasilien, Japan und Frankreich sowie in der Abteilung für zwischenstaatliche Beziehungen des Staatssekretariats wurde er am 22. Juni 1974 von Papst Paul VI. zum Titularerzbischof von Zella und zum Pro-Nuntius in Neuseeland und Ozeanien ernannt; die Bischofsweihe spendete er ihm am 30. Juni 1974.
Am 14. August 1979 berief ihn Papst Johannes Paul II. zum Apostolischen Nuntius in Kolumbien, am 28. März 1990 zum Nuntius in Ungarn, am 13. Januar 1994 zum Nuntius in der Republik Moldau und vom 8. Februar 1997 bis zu seinem Rücktritt zum Nuntius in den Niederlanden. Am 27. Februar 2001 nahm Johannes Paul II. Angelo Acerbis aus Altersgründen vorgebrachtes Rücktrittsgesuch vom diplomatischen Dienst des Heiligen Stuhls an und ernannte ihn am 21. Juni 2001 zum Prälaten des Malteserordens. Acerbi ist Ehren- und Devotions-Großkreuz-Bailli des Ordens. Am 4. Juli 2015 folgte ihm Jean Laffitte als Prälat des Malteserordens.
Im Konsistorium vom 7. Dezember 2024 nahm ihn Papst Franziskus als Kardinaldiakon mit der Titeldiakonie Santi Angeli Custodi a Città Giardino in das Kardinalskollegium auf. Zugleich wurde er der älteste Kardinal der Geschichte.

## Ehrungen
- 2006: Komtur des Verdienstordens der Italienischen Republik
- 2008: Großoffizier des Verdienstordens der Italienischen Republik
- Verdienstkreuz pro piis meritis des Malteser-Ritterorden „Pro Merito Melitensi“